# Maître Gims
Maître Gims ([mɛtʁə ɡims], произн. Мэтр Гимс), настоящее имя Ганди́ Биле́ль Джюна́ (фр. Gandhi Bilel Djuna, [ɡɑ̃di bilɛl dʒuna], род. 6 мая 1986, Киншаса, Заир) — конголезский певец, рэпер и композитор.
Происходит из семьи музыкантов: его отец пел в группе Papa Wemba, а братья — рэперы.
Участник группы Sexion d'Assaut.
Maître Gims рано женился. Является отцом четверых детей. Будучи рождённым в христианской семье, он перешёл в ислам в 2004 году и взял себе имя Билель.

## Сольная дискография

### Альбомы
| Название альбома      | Информация | Чарты | Чарты   | Чарты   | Чарты | Чарты | Продажи   | Сертификация во Франции |
| Название альбома      | Информация | FR    | BE (FR) | BE (NL) | CH    | NL    | Продажи   | Сертификация во Франции |
| --------------------- | --- | ----- | ------- | ------- | ----- | ----- | --------- | ----------------------- |
| Subliminal            | - Дата: 20 мая 2013 (перевыпущен 2 декабря 2013) - Лейбл: Wati B, Jive Epic, Sony Music, M.M.C - Форматы: CD, MP3 | 2     | 1       | 47      | 11    | 72    | 1 000 000 | 2 × бриллиантовый       |
| Mon Cœur Avait Raison | - Дата: 28 августа 2015 - Лейбл: Wati B, Jive Epic, M.M.C - Форматы: CD, MP3                                      | 1     | 1       | 24      | 3     | 40    | 305 000   | 3 × платиновый          |